# Raimond Aumann
Raimond Aumann (Augsburg, 1963. október 12. –) világbajnok német labdarúgó, kapus.

## Pályafutása

### Klubcsapatban
1970-ben az SV Stadtwerke Augsburg csapatában kezdte a labdarúgást. 1976 és 1980 között az FC Augsburg korosztályos csapataiban játszott. 1980-ban igazolta le a Bayern München, ahol 1982-ben mutatkozott be az élvonalban. Az első két évben még Jean-Marie Pfaff tartalékja volt. 1984-ben lett az első számú kapus 1985. novemberi sérüléséig. Pfaff 1988-ban távozott a Bayerntől és akkor lett véglegesen első számú kapus. A bajor klubbal hat bajnoki címet és két nyugatnémet kupa győzelmet ért el. Az 1994–95-ös idényben a török Beşiktaş csapatában védett és nagyban hozzájárult, ahhoz, hogy az együttes bajnok lett ebben a szezonban. 1995. novemberében vonult vissza az aktív labdarúgástól.
Jelenleg a Bayern München szurkolói klubjának támogatója és koordinátora.

### A válogatottban
1989 és 1990 között négy alkalommal szerepelt a nyugatnémet válogatottban. Tagja volt az 1990-es világbajnok csapatnak Olaszországban, de mérkőzésen nem szerepelt. 1984–85-ben hétszeres U21-es válogatott volt.

## Sikerei, díjai
NSZK
- Világbajnokság
  - világbajnok: 1990, Olaszország

 Bayern München
- Nyugatnémet bajnokság (Bundesliga)
  - bajnok (6): 1984–85, 1985–86, 1986–87, 1988–89, 1989–90, 1993–94
- Nyugatnémet kupa (DFB-Pokal)
  - győztes (2): 1984, 1986
- Bajnokcsapatok Európa-kupája (BEK)
  - döntős: 1986–87

 Beşiktaş
- Török bajnokság (Süper Lig)
  - bajnok: 1994–95